# Hexosa

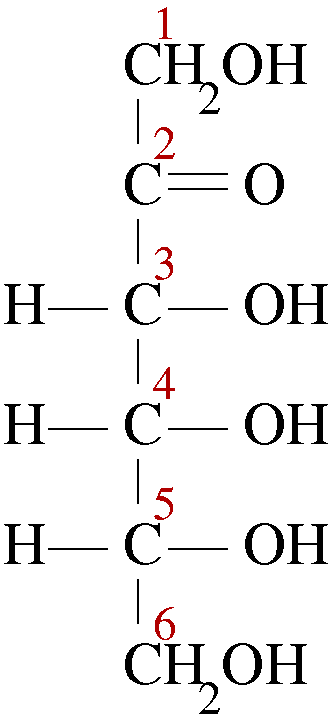
Estructura de la hectosa

Las hexosas son monosacáridos (glúcidos simples) formados por una cadena de seis átomos de carbono. Su fórmula general es C6H12O6. Su principal función es producir energía. Un gramo de cualquier hexosa produce unas cuatro kilocalorías de energía. Las más importantes desde el punto de vista biológico son: glucosa, galactosa y fructosa.

## Aldohexosas
```
D-[[
  D-
glucosa
   D-
gulosa

   CHO         CHO         CHO         CHO

   |           |
           |           |
 H-C-O-H   H-O-C-H       H-C-O-H     H-C-O-H   

   |           |
           |           |
```

## Cetohexosas
En la naturaleza sólo hay cuatro D-isómeros disponibles:
```
  CH
2
OH        CH
2
OH         CH
2
OH        CH
2
OH 
  |            |             |            |
  C=O          C=O           C=O          C=O
  |            |             |            |
 HC-OH      HO-CH           HC-OH      HO-CH
  |            |             |            |
 HC-OH        HC-OH       HO-CH        HO-CH
  |            |             |            |
 HC-OH        HC-OH         HC-OH       
  |            |             |          
  CH
2
OH        CH
2
OH         CH
2
OH        CH
2
OH
```